# Friedenskirche (Heilbronn)

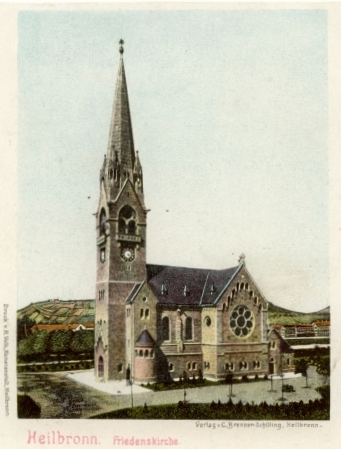
Friedenskirche um 1900

Die Friedenskirche war eine in den Jahren 1896 bis 1899 errichtete evangelische Kirche auf dem Kaiser-Wilhelm-Platz (heute Friedensplatz) in Heilbronn. Der Turmhelm der im Zweiten Weltkrieg beschädigten Kirche wurde 1947 gesprengt, wodurch die übrige Kirchenruine vorerst gesichert und für einen Wiederaufbau bewahrt werden konnte. Im Jahre 1952 fand jedoch die äußerst umstrittene Sprengung der übrigen Ruine statt.

## Geschichte
Im Zuge der Industrialisierung wuchs die Einwohnerzahl von Heilbronn ab den 1860er Jahren stark an. In der seit der Reformation überwiegend evangelisch geprägten Stadt bestanden mit der Kilianskirche und der Nikolaikirche jedoch nur zwei evangelische Kirchen, die allmählich nicht mehr ausreichten.
Eine erste Stiftung aus der Bürgerschaft zum Ankauf eines Baugrundstücks für eine neue Kirche erfolgte im Jahr 1872, weitere Stiftungen in den Jahren danach. Auch die Stadt, seit 1855 alleinige Nutznießerin der kirchlichen Einkünfte, legte einen Kirchenbaufonds auf. Ein Kirchenbauverein wurde im Oktober 1883 gegründet. 1888 schlug die Stadtbauplan-Kommission einen Teil des Mönchseeplatzes als Bauplatz vor, der zu Ehren des verstorbenen Kaisers Wilhelm I. in Kaiser-Wilhelm-Platz umbenannt wurde.
Durch die gesetzliche Änderung von Zuständigkeiten hatte sich 1887 ergeben, dass nicht die Stadt, sondern die Kirchengemeinde die Baulasten für Kirchenneubauten zu tragen hatte. Bis zur Klärung der Zusammenarbeit zwischen der Stadt als Geldgeber und der Kirche als Bauherrn verzögerte sich das Ansinnen vorerst. Im August 1890 schrieben Stadt- und Kirchengemeinde gemeinsam einen Architektenwettbewerb zur Errichtung einer Kirche mit 1400 Sitzplätzen aus – eine der Vorgaben dabei war, dass der Kirchenbau die Baukosten von 400.000 Mark nicht überschreiten durfte. Im Jahr 1891 waren die Verhältnisse zwischen der Stadt und der Kirchengemeinde geklärt. Die Kirchengemeinde erhielt die beiden historischen Kirchen, Pfarr- und Diakonatsgebäude sowie 330.000 Mark aus dem Baufonds. Im März 1891 prämierte das Preisgericht unter den 34 im Wettbewerb eingereichten Arbeiten den Entwurf der Berliner Architekten Carl Zaar und Rudolf Vahl mit dem 1. Preis. Neben einem 2. und einem 3. Preis vergab das Preisgericht zunächst nur lobende Anerkennungen für weitere drei Entwürfe, die aber weder insgesamt noch in Einzelheiten für die Ausführung der Kirche in Frage kamen. 
Im Sommer 1891 berichtete die Fachpresse jedoch, dass – völlig abweichend vom üblichen Verfahren bei Architekturwettbewerben – ein anderer (bis dahin weder prämierter noch „gelobter“) Wettbewerbsentwurf nachträglich (d. h. nach Abschluss des regulären Wettbewerbs-Verfahrens) angekauft und von der Jury zur Ausführung empfohlen worden sei. Dieser Entwurf stammte von dem Berliner Architekten Johannes Vollmer und wurde von ihm in Abstimmung mit der Kirchengemeinde bis zur Baureife weiterentwickelt.
Am 27. Mai 1895 begannen die Erdarbeiten am Kaiser-Wilhelm-Platz, und am 21. September 1896 erfolgte die feierliche Grundsteinlegung im Mittelpfeiler des Chors. Der Bau schritt recht zügig voran, bis am 25. Oktober 1898 der Knauf auf den Kirchturm gesetzt und am 15. Mai 1899 die Kirche geweiht werden konnte. Die geplanten Baukosten wurden bei weitem überschritten, allein für die Inneneinrichtung der Kirche liefen Kosten von rund 100.000 Mark auf. Am 25. März 1900 erhielt die Friedenskirche einen eigenen Kirchenbezirk. Außerdem diente die Kirche als Garnisonkirche für die seit 1883 in Heilbronn stationierte Garnison.
Erste Kriegsschäden erlitt das Gebäude während eines Bombenangriffs in der Nacht zum 8. November 1941. Am 4. Dezember 1944 wurde die Kirche durch den großen Luftangriff auf Heilbronn zerstört: Das Dach brach vollständig zusammen und die Wände barsten. Beim Kampf um Heilbronn im April 1945 wurde die Ruine weiter beschädigt. Der Turm war nach Zeitzeugenberichten „durchlöchert wie ein Sieb“. Noch im Jahr 1945 beschädigte ein Sturm die Ruine abermals, so dass der gesamte Platz wegen Einsturzgefahr der Kirche gesperrt werden musste. Die Friedenskirchengemeinde wich in die Halle des Heilbronner Krematoriums auf dem Hauptfriedhof aus, später in die 1948 als Notkirche errichtete Wichernkirche. Am 25. September 1947 wurde auf Grund der weiter bestehenden Einsturzgefahr die achteckige Pyramide des steinernen Turmhelms durch eine Sprengung bis zu den an seinen vier Ecken befindlichen Türmchen und der offenen Glockenstube hin verkürzt. Dadurch konnte die Kirchenruine vorübergehend gesichert werden. Bei den massiven Außenwänden und den Fundamenten der Kirche war man anfangs guter Hoffnung, diese erhalten und damit das Gebäude wiederherstellen zu können. Da die Wände und das Fundament jedoch nicht aus homogenem Steinmaterial gemauert waren und jedes Gestein andersartig auf den durch die Bombardierung erlittenen Druck reagiert hatte, war letztlich der Abriss des gesamten Bauwerks notwendig. Vom 17. bis zum 23. Februar 1952 wurde die Ruine der Friedenskirche mit zwei Sprengungen vollständig abgebrochen.

„Das tragende Mauerwerk, bestehend aus einer äußeren Verkleidung von Hausteinen, einer inneren Verkleidung von gebrannten Steinen mit dazwischen liegender Betonfüllung hat sich bei den ungewöhnlichen Belastungen sehr schlecht verhalten und damit seine minderwertigen konstruktiven Eigenschaften erwiesen. Der ganze massive Turmhelm muss abgebrochen werden.“

Der nicht mehr bebaute und zur Grünanlage umgestaltete Kaiser-Wilhelm-Platz wurde 1985 in Friedensplatz umbenannt. Heute befinden sich noch zwei Denkmäler für die Gefallenen der in Heilbronn stationierten Regimenter aus dem Ersten Weltkrieg auf dem einst bebauten Platz.

## Beschreibung

### Kreuzkirche
Das Eingangsportal der Kirche befand sich unter dem 77 m hohen Turm und war von einem Giebel bekrönt. Nebenportale befanden sich in dem südlichen und nördlichen Turmanbauten. An der Nord- und Südseite der Kirche befanden sich weitere Eingangsportale. Die Kirche wurde auf dem Grundriss eines griechischen Kreuzes im Stil der Neoromanik gebaut. Kreuzgewölbe mit Rippen und Tonnengewölbe bildeten die Decke der Friedenskirche. Der Chor selbst war mit einem Kuppelgewölbe, das reich bemalt war, überspannt. Die Rippen der Tonnengewölbe kamen auf Laubkapitelle zu stehen. Das Kreuzgewölbe in der Vierung in der Mitte des Querschiffs stützte sich auf schwarze Granitsäulen mit reichverzierten Kapitellen. Die Fenster im Erdgeschoss waren klein, rundbogig und gekuppelt, während sich in den Giebeln des Querschiffs große Rosenfenster (7,5 m Durchmesser) befanden. Auch der Chor verfügte über Rosenfenster. Christus, der das Kreuz trägt, und Christus als guter Hirte bildeten das Motiv für die Bemalungen der Fensterlaibungen. Stilistisch war die Heilbronner Friedenskirche mit der Kaiser-Wilhelm-Gedächtniskirche in Berlin verwandt.
An der Bauausführung waren zahlreiche regionale Kunsthandwerker beteiligt. Der Heilbronner Kunstschmied August Stotz schuf z. B. die Türbeschläge.

### Glocken
In der Glockenstube hingen vier Glocken.
- Die erste war auf As gestimmt und trug folgende Inschrift: „Eine feste Burg ist unser Gott“, gegossen von G. A. Kiesel in Heilbronn 1897.
- Die zweite war auf C gestimmt und trug folgende Inschrift: „Allein Gott in der Höhe sei Ehr“, gestiftet von der Familie Faißt.
- Die dritte war auf Es gestimmt und trug folgende Inschrift: „Ach bleib bei uns Herr Jesu Christ“.
- Die vierte war auf As gestimmt und trug folgende Inschrift: „Es ist noch eine Ruh vorhanden“.

### Altherr-Fresko
1939 wurde bei Ausbruch des Krieges an der Wand hinter dem Altar ein Fresko von Heinrich Altherr angebracht. Es zeigte das Jüngste Gericht. Das Gemälde zeigte den stehenden Christus in der Mitte, der seitlich links von Gläubigen, rechts von Ungläubigen flankiert wurde. Er hielt die linke Hand zum Friedensgruß erhoben, sah aber nach rechts auf die Ungläubigen. Das Gemälde war ursprünglich 1925 für den Basler Schwurgerichtssaal konzipiert worden, war jedoch von der dortigen Jury abgelehnt worden. Der Kunsthistoriker Wilhelm Braun-Feldweg und der Pfarrer der Friedenskirche Karl Völter konnten Altherr dazu bringen, sein Exil in der Schweiz im Sommer 1939 zu verlassen und in der Friedenskirche sein Monumentalfresko (4 m hoch, 12 m breit) zu schaffen.
Im Jahr 1991 erwarben die Städtischen Museen Heilbronn aus Zürcher Privatbesitz ein Bozzetto des Gemäldes. Dieser von Altherr in Öl auf Leinwand gemalte Entwurf hat eine Größe von 206 × 533 cm.

## Bilder

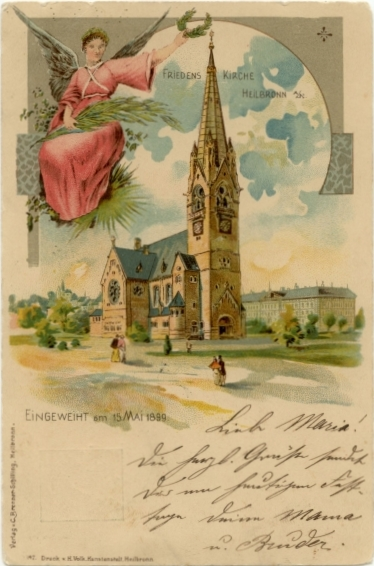
Bildpostkarte zur Einweihung der Friedenskirche 1899
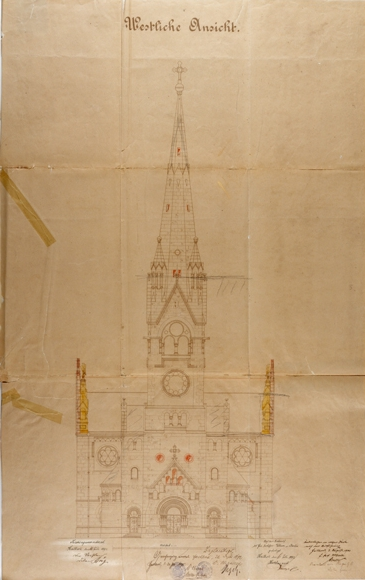
Aufriss, Entwurf von Johannes Vollmer
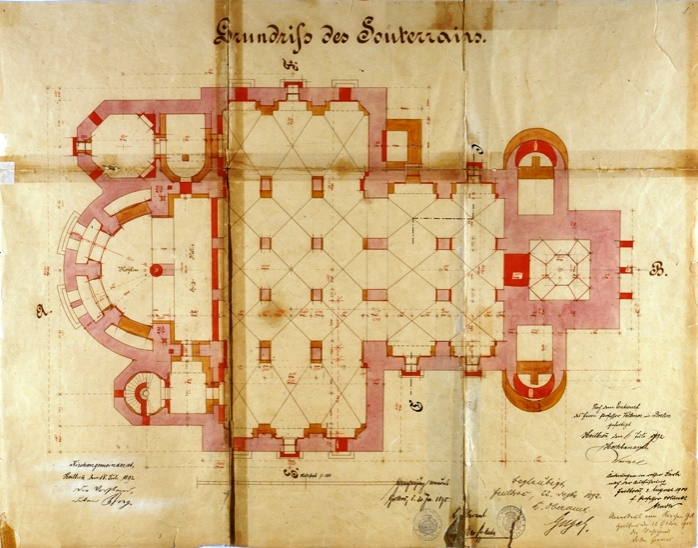
Grundriss, Entwurf von Johannes Vollmer
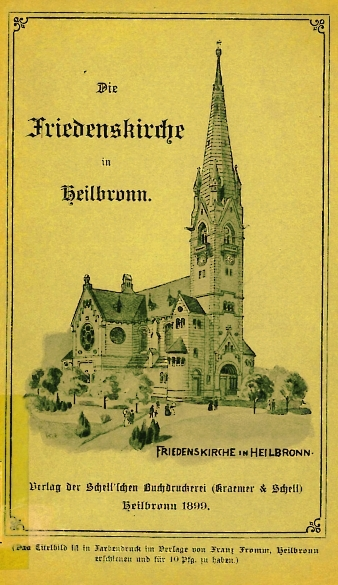
T. Hermann: Die Friedenskirche in Heilbronn. HN 1899.

### Nachkriegszeit

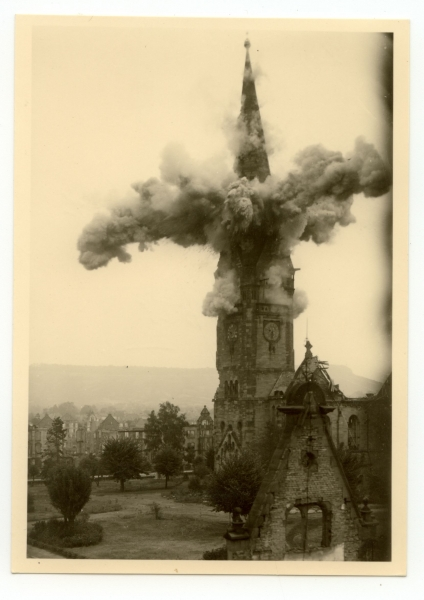
Sprengung des Turmhelms wegen Einsturzgefahr am 25. September 1947.
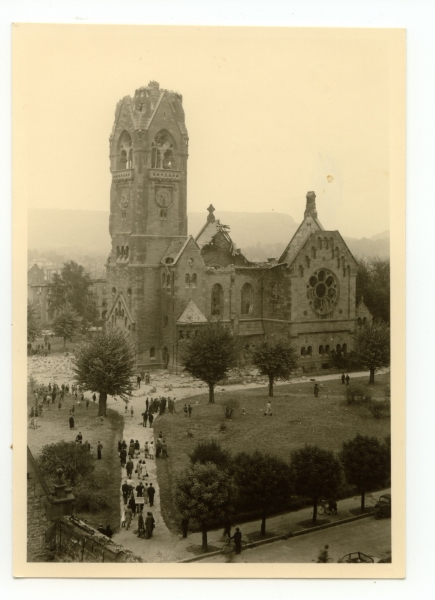
Ruine der Kirche am 25. September 1947 nach erfolgter Sprengung des Turmhelms. In diesem Zustand verblieb die Kirche bis zur endgültigen Sprengung 1952.
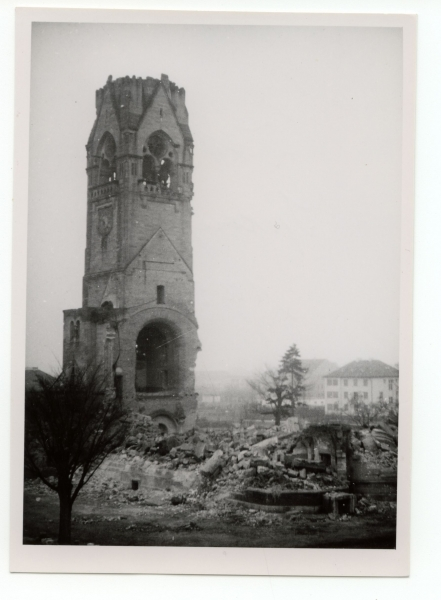
Verbliebener Kirchturm nach Sprengung des Kirchenschiffs am 17. Februar 1952.
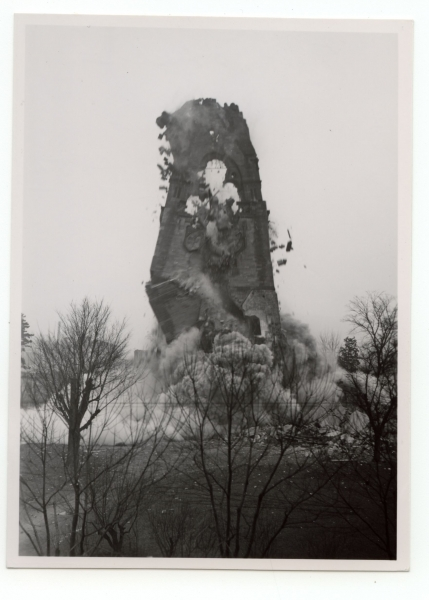
Sprengung des Kirchturms am 23. Februar 1952.
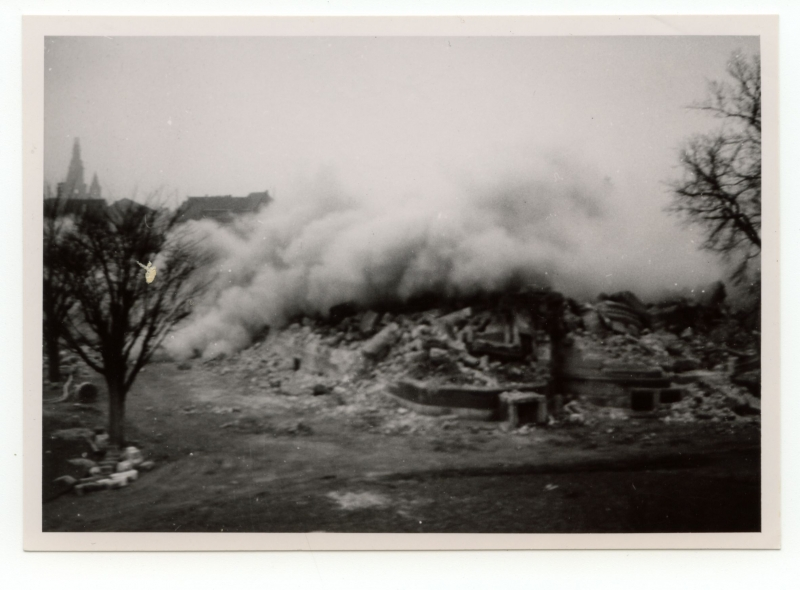
Die verbliebenen Trümmer der Friedenskirche am 23. Februar 1952 nach vollständiger Sprengung.